# Bosc-le-Hard
Bosc-le-Hard é uma comuna francesa na região administrativa da Normandia, no departamento de Sena Marítimo. Estende-se por uma área de 10,33 km². Em 2010 a comuna tinha 1 515 habitantes (densidade: 146,7 hab./km²).